# 미슬리냐

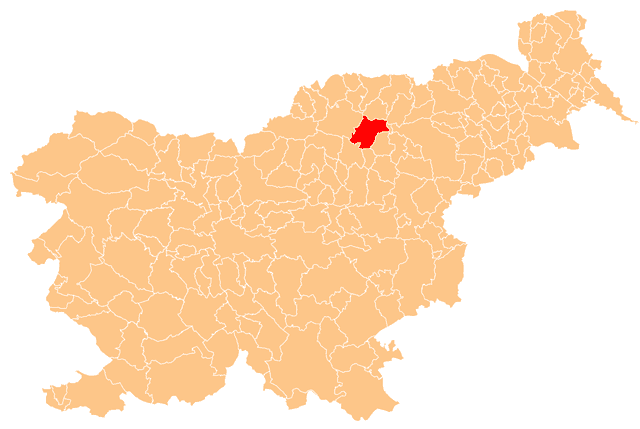
미슬리냐의 위치

미슬리냐(슬로베니아어: Mislinja, 독일어: Mißling 미슬링[*])는 슬로베니아의 도시로 면적은 112.2km2, 높이는 598m, 인구는 4,666명(2002년 기준), 인구 밀도는 41.6명/km2이다.